# كلاريس بيكيت
كلاريس بيكيت (بالإنجليزية: Clarice Beckett) هي رسامة أسترالية، ولدت في 21 مارس 1887 في Casterton, Victoria ‏ في أستراليا، وتوفيت في 7 يوليو 1935 في Sandringham, Victoria ‏ في أستراليا.

## معرض صور

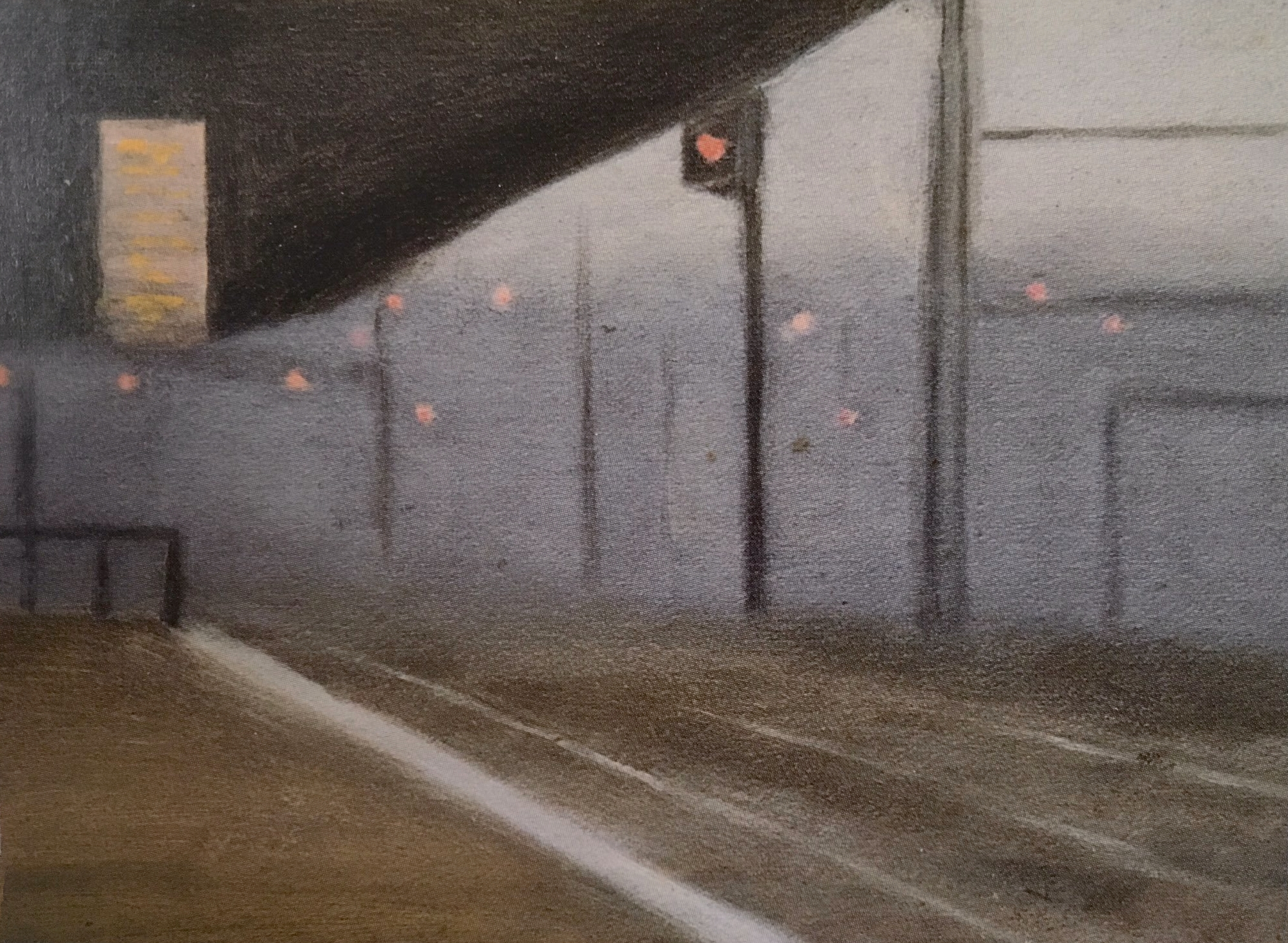
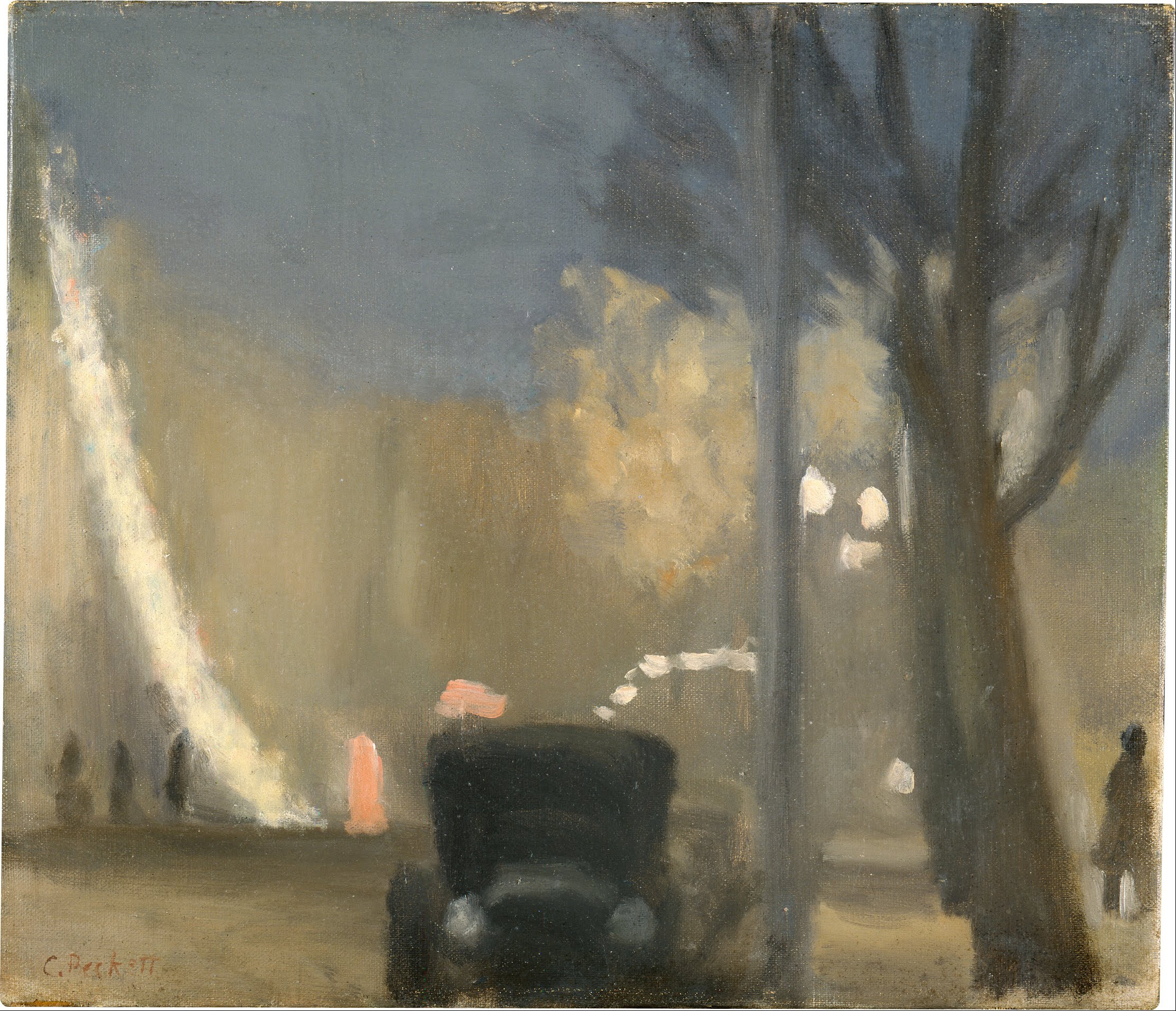
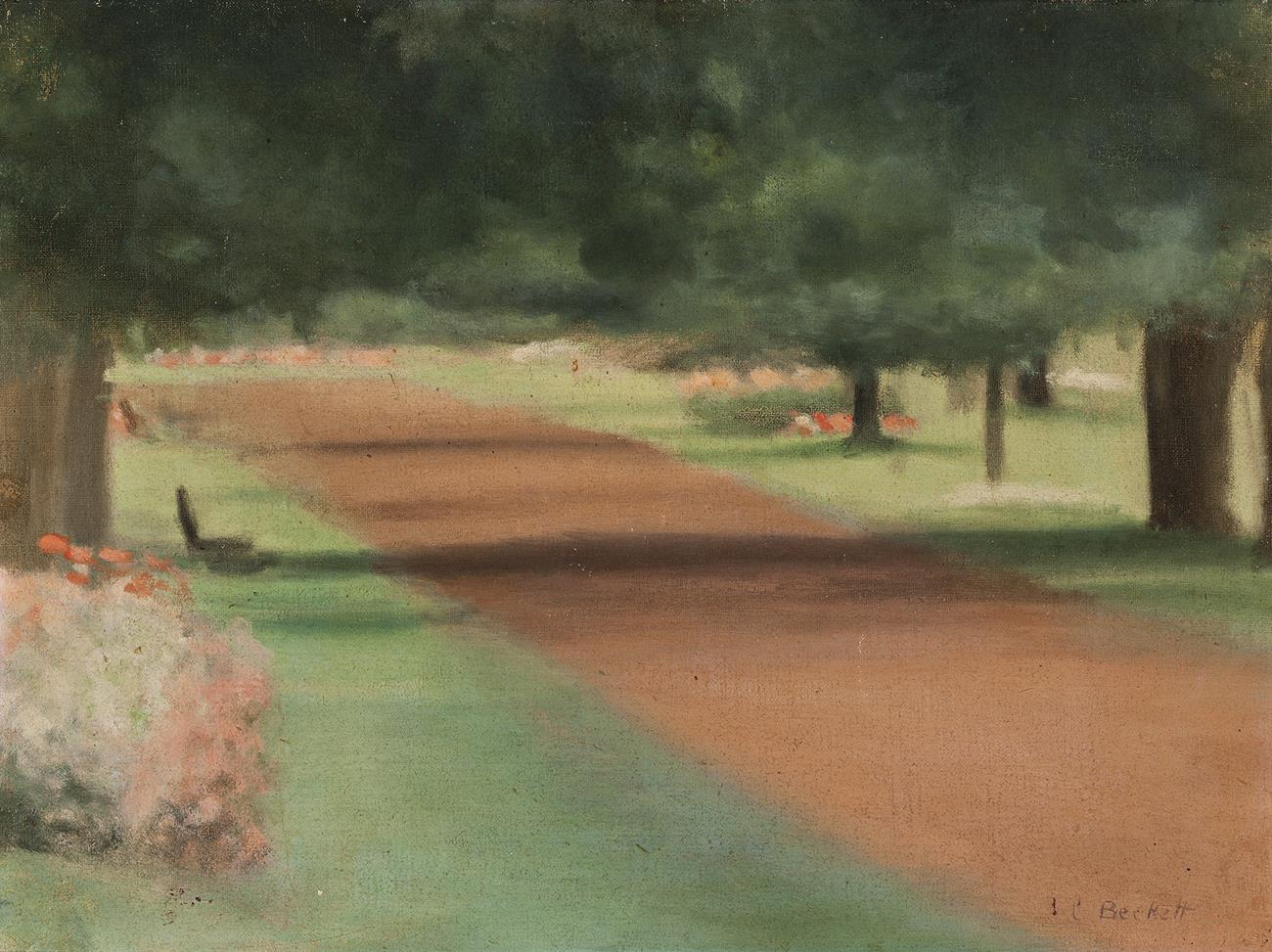
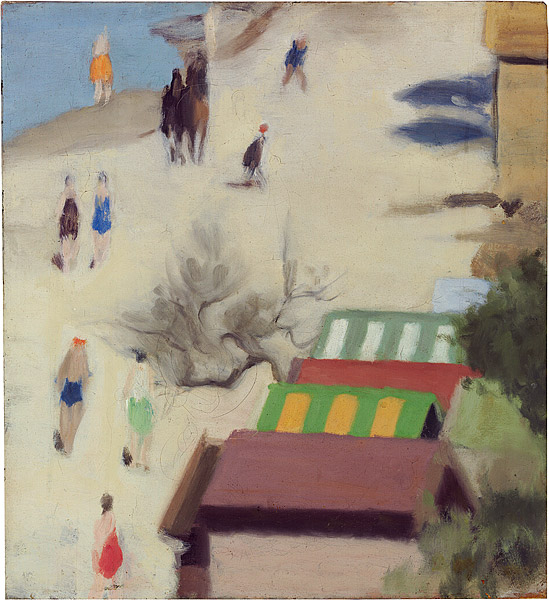
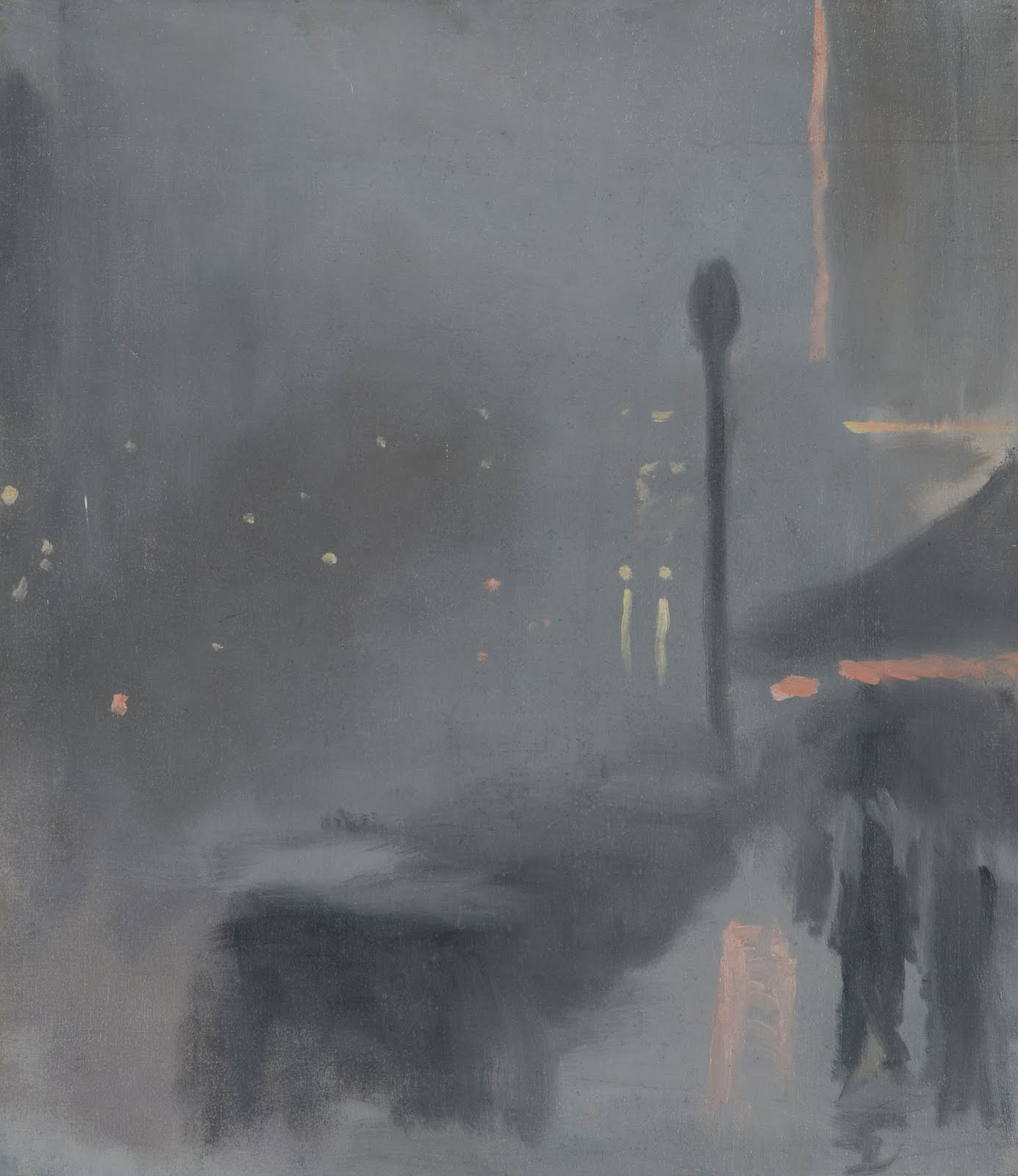